# Гат-Римон
Гат-Римон (ивр. גַּת רִמּוֹן‎, дословно — «Гранатовый пресс») — мошав в центральной части Израиля. Расположен в долине Оно на равнине Шарон между Ганей-Тиквой и Петах-Тиквой. Подпадает под юрисдикцию регионального совета Дром-ха-Шарон. В 2020 году его население составляло 326 человек.

## История
Мошав был основан в 1926 году рабочими из Петах-Тиквы, которые были детьми репатриантов из среднего класса Четвёртой алии. Первоначально он назывался Ха-тхия (ивр. התחייה‎, дословно — «Возрождение»), но позже получил библейское название «Гат-Римон» («Гаф-Римон»), левитский город в земле колена Дана, который упоминается в книге Иисуса Навина 19:45. Библейский город «отождествляется с Тель-Герисой» недалеко от реки Яркон на севере Тель-Авива археологом Бенджамином Мазаром. Согласно переписи населения 1931 года, в Гат-Римоне проживало 142 еврея в 30 домах.

## Галерея

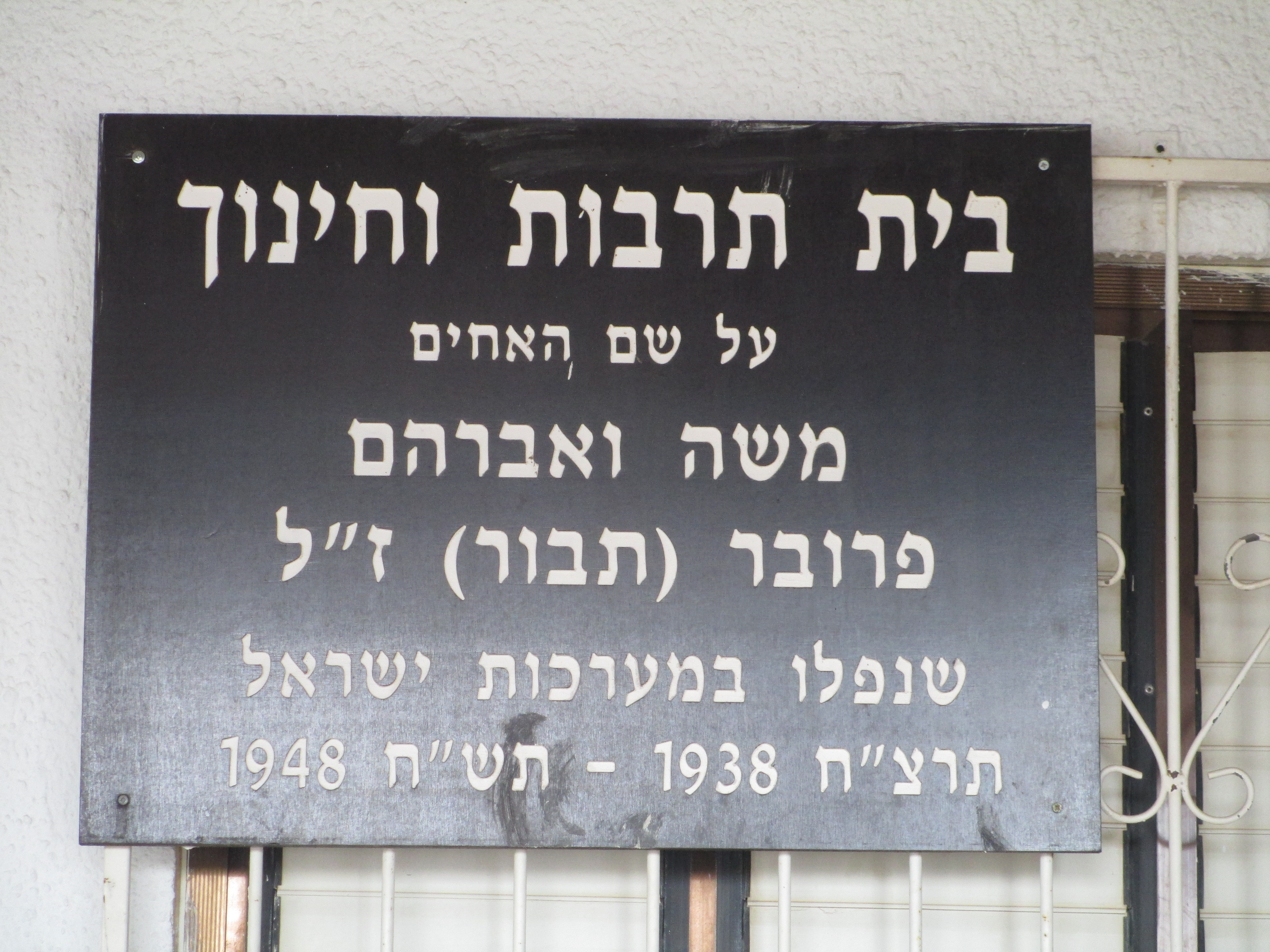
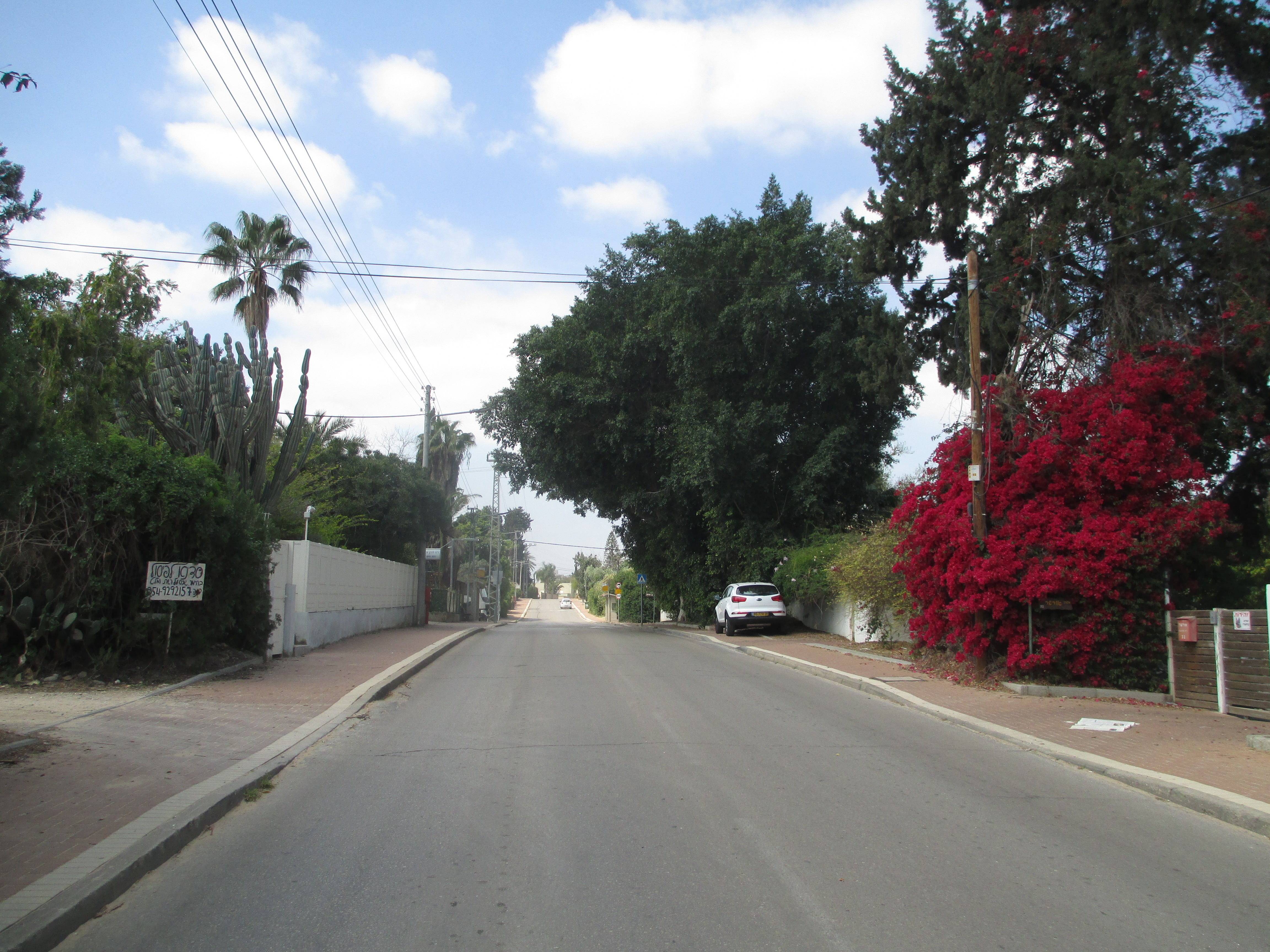
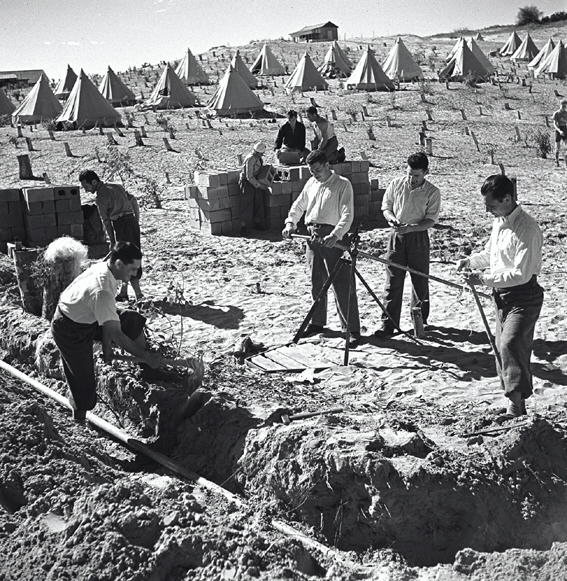
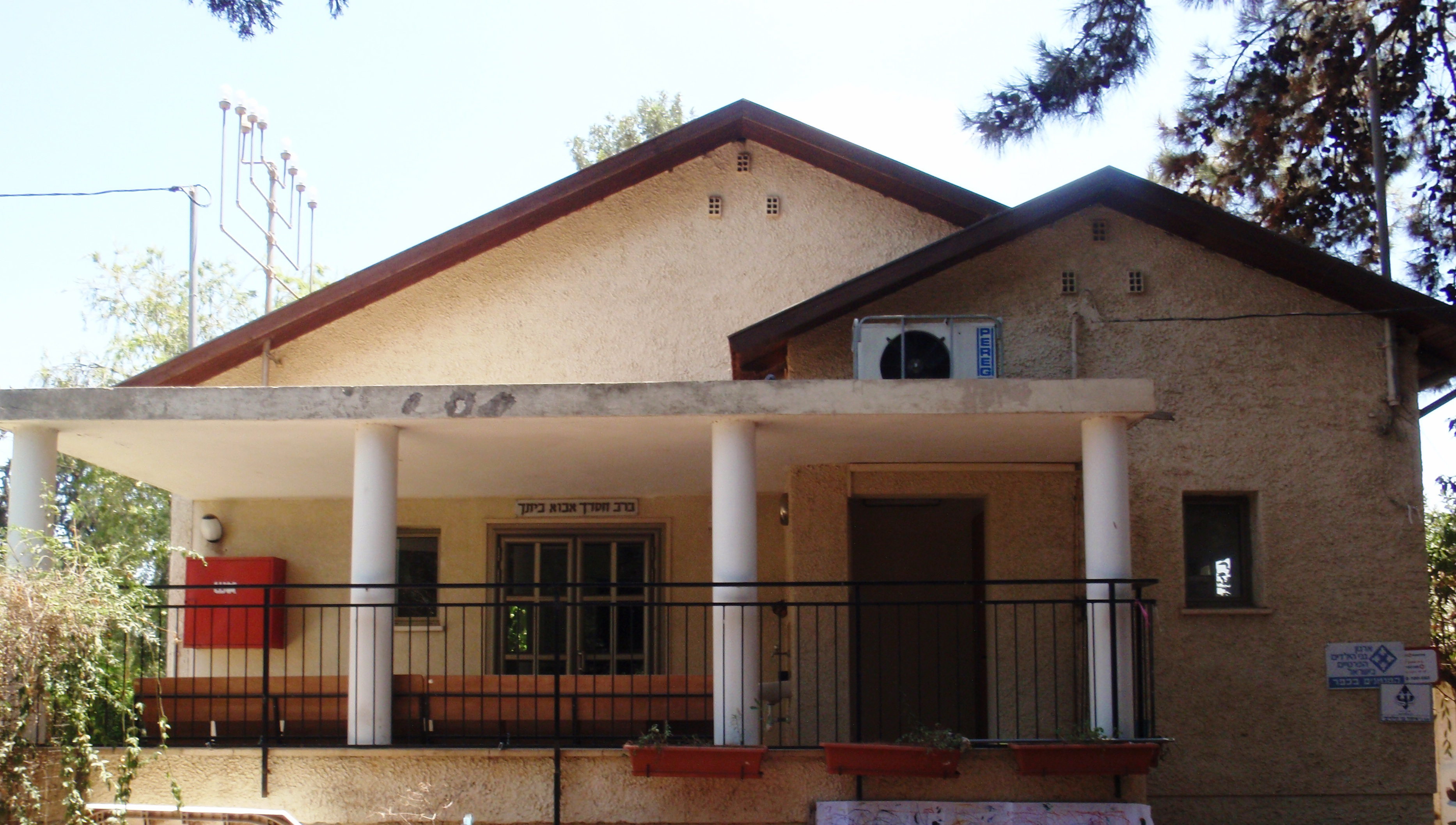

## Население
По данным Центрального статистического бюро Израиля, население на начало 2020 года составляло 326 человек.